# 이기세 (1903년)

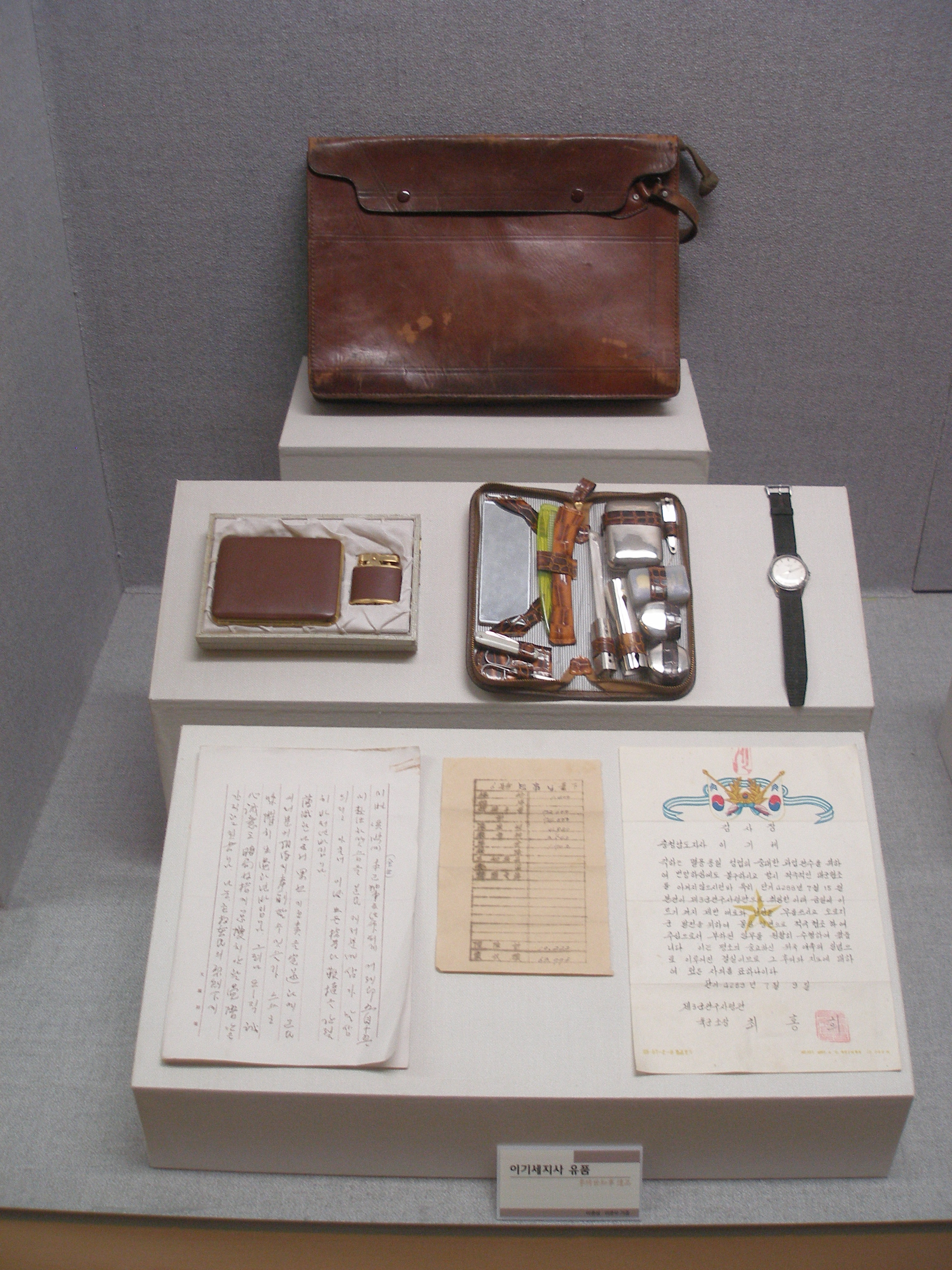
이기세 충청남도지사의 유품

이기세(李埼世, 1903년 5월 25일 ~ 1990년 9월 3일)는 대한민국의 행정가이자 사업가이며, 호는 우와(又窩)이다. 사돈은 정석모 내무부 장관이다.

## 생애
그는 1903년 5월 25일 , 충남 예산군 덕산면 복당리에서 전의 이씨 28대 손인 부친 이성노와 안동 김씨 모친 김정규 사이의 9남매 중 장남으로 태어나 예산군 덕산면 복당리의 과동에서 성장하였다. 1919년 3·1 운동이 발발하자 그는 홍성읍내에서 만세를 연호하며 행진을 벌이다 일경에 체포연행되어 홍성경찰서에서 조사 후 석방되었다. 충청남도 4, 9대(1954년 9월 27일 ~ 1956년 9월 24일, 1961년 1월 5일 ~ 1961년 5월 24일) 도지사를 역임하였으며 1956년 전라남도지사로 재임하였다. 4.19 혁명 발발 후인 1960년 5월에 전라북도지사로 발령을 받았으나 사직하고 12월 충청남도지사 선거에 출마하여 당선되었다. 5.16 군사 쿠데타 이후 정계에서 은퇴하였다. 1970년 5윌 그의 아들인 이종성이 충남방적주식회사 사장에 취임하자 그는 회장을 역임하면서 사업에 뒤늦게 몸담았다. 1970년대~1980년대 지역에 대갑부 중 한 명이었다. 1990년 대전직할시 중구 대흥동에서 88세를 일기로 타계하였다.
생전에 '청렴' '검소' '강직' 을 생활신조로 삼았던 이지사는 청백리의 사표다. 1993년 중도일보에서는 이지사를 '충남도정 사상 가장 훌륭한 청백리'로 칭송했다.

## 가족
- 외아들은 충남방적, 청운대학교 창립자인 이종성이다.